# Галіндусте
Галіндусте (ісп. Galinduste) — муніципалітет в Іспанії, у складі автономної спільноти Кастилія-і-Леон, у провінції Саламанка. Населення — 493 особи (2010).
Муніципалітет розташований на відстані близько 160 км на захід від Мадрида, 35 км на південь від Саламанки.
На території муніципалітету розташовані такі населені пункти: (дані про населення за 2010 рік)
- Андарромеро: 0 осіб
- Галіндусте: 489 осіб
- Гутьєррес-Веласко-Альварес: 4 особи
- Гутьєррес-Веласко-Дельгадо: 0 осіб
- Мартін-Перес: 0 осіб

## Демографія
Динаміка населення (INE ):